# 최형숙
최형숙(?~)은 대한민국의 사회 운동가이다.
대한민국 내에서 미혼모 권리 향상을 위해 활동하고 있으며, 그녀는 한국 사회 미혼모의 사회적 지위 향상을 위한 지원 및 옹호 단체인 인트리(InTree)의 창립자이자 최고경영자이다. 인트리는 서울특별시 북촌한옥마을에 24세 미만 미혼모를 위한 지원 서비스와 상담센터 '봄날'을 운영하고 있다. 2018년에는 취약계층 지원과 '가족친화적 사회문화' 조성에 기여한 공로로 여성가족부로부터 대통령 표창을 받았다.